# NGC 975
NGC 975 je galaksija u zviježđu Kit.

## Vanjske poveznice
- SEDS: NGC 975